# Plesalke
Plesalke  (tudi Plesalka, češko Tanečnice) je češki črno-beli romantično-dramski film iz leta 1943, ki ga je režiral František Čap po scenariju Jana Weniga. V glavnih vlogah nastopajo 
Zdenek Stepánek, Jirina Stepnicková in Natasa Tanská.
Primerno je bil prikazan 5. novembra 1943 v čeških kinematografih. Zgodba prikazuje nekdanjo uspešno plesalko Clo (Glázarová), ki ne najde sreče v družinskemu življenju po tem, ko se je zaradi njega odrekla svoji karieri v umetnosti, nasprotno pa je z njeno sestro Marie (Stepnicková).

## Vloge
- Marie Glázrová kot Clo
- Jirina Stepnicková kot Marie, Cloina sestra
- Rùzena Nasková kot Matka
- Terezie Brzková kot Háta
- Karel Höger kot Sasa Holberg / Arens
- Josef Belský kot baron Schwarz
- Karel Dostal kot zdravnik
- Vlasta Fabiánová kot Marie Luisa
- Jan Fifka kot direktor opere
- Eduard Kohout kot baron Maras
- Jaroslav Marvan kot Derman
- Milos Nedbal kot direktor
- Gustav Nezval kot princ Maxmilián
- Jelizaveta Nikolská kot gdč. Richetti
- Václav Pata kot natakar
- Václav Piskácek kot gledalec
- Jan Pivec kot Borský